# Золотарьов Євген Михайлович
Євген Михайлович Золотарьов (14 лютого 1936, селище імені Халтуріна Карлівського району, тепер Полтавського району Полтавської області — 30 червня 2015, місто Полтава) — радянський діяч, голова Кзил-Ординського облвиконкому, 1-й секретар Актюбинського обкому КП Казахстану. Депутат Верховної ради Казахської РСР 11—12-го скликань. Член Центральної контрольної комісії КПРС у 1990—1991 роках. Герой Соціалістичної Праці (13.12.1972).

## Біографія
Народився в родині робітників. Навчався у Варварівській середній школі, Харківському технікумі підземного транспорту. У 1959 році закінчив зоотехнічний факультет Полтавського сільськогосподарського інституту, здобув спеціальність вченого-зоотехніка.
У 1959—1960 роках — старший зоотехнік підрозділу МВС УРСР Полтавської області. У 1960—1961 роках — головний зоотехнік радгоспу «Новосанжарський» Новосанжарського району Полтавської області.
Член КПРС з 1961 року.
У 1961 році направлений на цілинні землі Казахської РСР. У 1961—1963 роках — головний зоотехнік радгоспу «Підлісний» Шортандинського району Акмолинської (Цілиноградської) області, директор радгоспу «Андріївський» Шортандинського району Цілиноградської області.
У 1963—1968 роках — начальник Цілиноградського районного сільськогосподарського управління Казахської РСР.
У 1968 році закінчив Вищу партійну школу при ЦК КПРС.
У 1968—1970 роках — голова виконавчого комітету Цілиноградської районної ради депутатів трудящих.
У 1970—1985 роках — 1-й секретар Цілиноградського районного комітету КП Казахстану Цілиноградської області.
У 1985 році — начальник Цілиноградського обласного сільськогосподарського управління.
У 1985—1987 роках — 2-й секретар Кзил-Ординського обласного комітету КП Казахстану.
У 1987 — червні 1989 року — голова виконавчого комітету Кзил-Ординської обласної ради народних депутатів.
7 червня 1989 — 7 вересня 1991 року — 1-й секретар Актюбинського обласного комітету КП Казахстану.
Одночасно в січні 1990 — лютому 1992 року — голова Актюбинської обласної ради народних депутатів.
У 1992 році повернувся до України. У 1992—1996 роках — заступник генерального директора асоціації «Полтава-Цукор».
У 1996—1998 роках — керівник торгово-економічної місії при Посольстві України в Казахстані.
У 1999—2001 роках — заступник генерального директора асоціації «Полтава-Цукор».
З травня 2001 року — генеральний директор асоціації «Полтава-Цукор».
Помер 30 червня 2015 року в місті Полтаві. Похований на Центральному міському цвинтарі Полтави.

## Нагороди
- Герой Соціалістичної Праці (13.12.1972) — «за великі успіхи, досягнуті у збільшенні виробництва та продажу державі зерна, цукрових буряків, бавовни, інших продуктів землеробства та виявлену трудову доблесть на збиранні врожаю»
- орден Леніна (13.12.1972)
- орден Жовтневої Революції (3.03.1980)
- три ордени Трудового Червоного Прапора (22.03.1966, 8.04.1971, 24.12.1976)
- орден «Дружби народів»
- п'ять медалей
- три Почесні грамоти Верховної ради Казахської РСР
- Почесна грамота та медаль Полтавської обласної ради (2001)